# Jacoby Ellsbury
Jacoby McCabe Ellsbury (né le 11 septembre 1983 à Madras, Oregon, États-Unis) est un voltigeur américain de baseball évoluant en Ligue majeure avec les Yankees de New York.
Ellsbury joue de 2007 à 2013 pour les Red Sox de Boston. Gagnant de la Série mondiale 2007 et de la Série mondiale 2013, il remporte un Gant doré et un Bâton d'argent en 2011. Il compte une sélection à la partie d'étoiles et a remporté trois fois le championnat des vols de buts dans la Ligue américaine.

## Carrière

### Red Sox de Boston
Après des études supérieures à l'Université d'État de l'Oregon, où Jacoby Ellsbury porte les couleurs des Oregon State Beavers, il rejoint les rangs professionnels à la suite de la draft du 7 juin 2005. Il est sélectionné par les Red Sox de Boston au premier tour (23e choix) et débute en Ligue majeure sous l'uniforme des Sox le 30 juin 2007.
Il réussit son premier coup sûr dans les majeures le même jour aux dépens du lanceur Rob Tejada des Rangers du Texas. Après quelques matchs avec les Sox durant l'été et la fin de sa saison en ligues mineures, il revient avec Boston en septembre. Le 2 septembre, il claque le premier coup de circuit de sa carrière, contre le lanceur Daniel Cabrera, des Orioles de Baltimore.
Il est ajouté à l'effectif des Red Sox pour les séries éliminatoires et joue 11 matchs. Ces séries culminent par la conquête de la Série mondiale 2007 par Boston, et Ellsbury s'y distingue particulièrement avec 7 coups sûrs en 16 présences au bâton pour une moyenne de ,438. Il atteint les sentiers la moitié du temps, comme en témoigne son pourcentage de présence sur les buts de ,500. Il obtient 4 doubles, marque 4 fois, récolte 3 points produits et vole un but dans les 4 matchs de finale contre les Rockies du Colorado. Dans la 3e rencontre de la finale, au Colorado, Ellsbury devient le 3e joueur recrue de l'histoire à récolter 4 coups sûrs dans un match de Série mondiale, après Freddie Lindstrom des Giants de New York de 1924 et Joe Garagiola, Sr. des Cardinals de Saint-Louis de 1946. Dans une 3e manche où les Sox inscrivent 6 points, Ellsbury passe deux fois au bâton et cogne deux doubles : seul Matt Williams des Diamondbacks de l'Arizona avait, en 2001, réussit pareil exploit en Série mondiale. Boston aligne aussi Ellsbury et Dustin Pedroia, deux recrues, aux deux premiers rangs de l'ordre des frappeurs, une première dans l'histoire des Séries mondiales. Pedroia complète d'ailleurs les 4 coups sûrs d'Ellsbury en en frappant 3.

#### Saison 2008

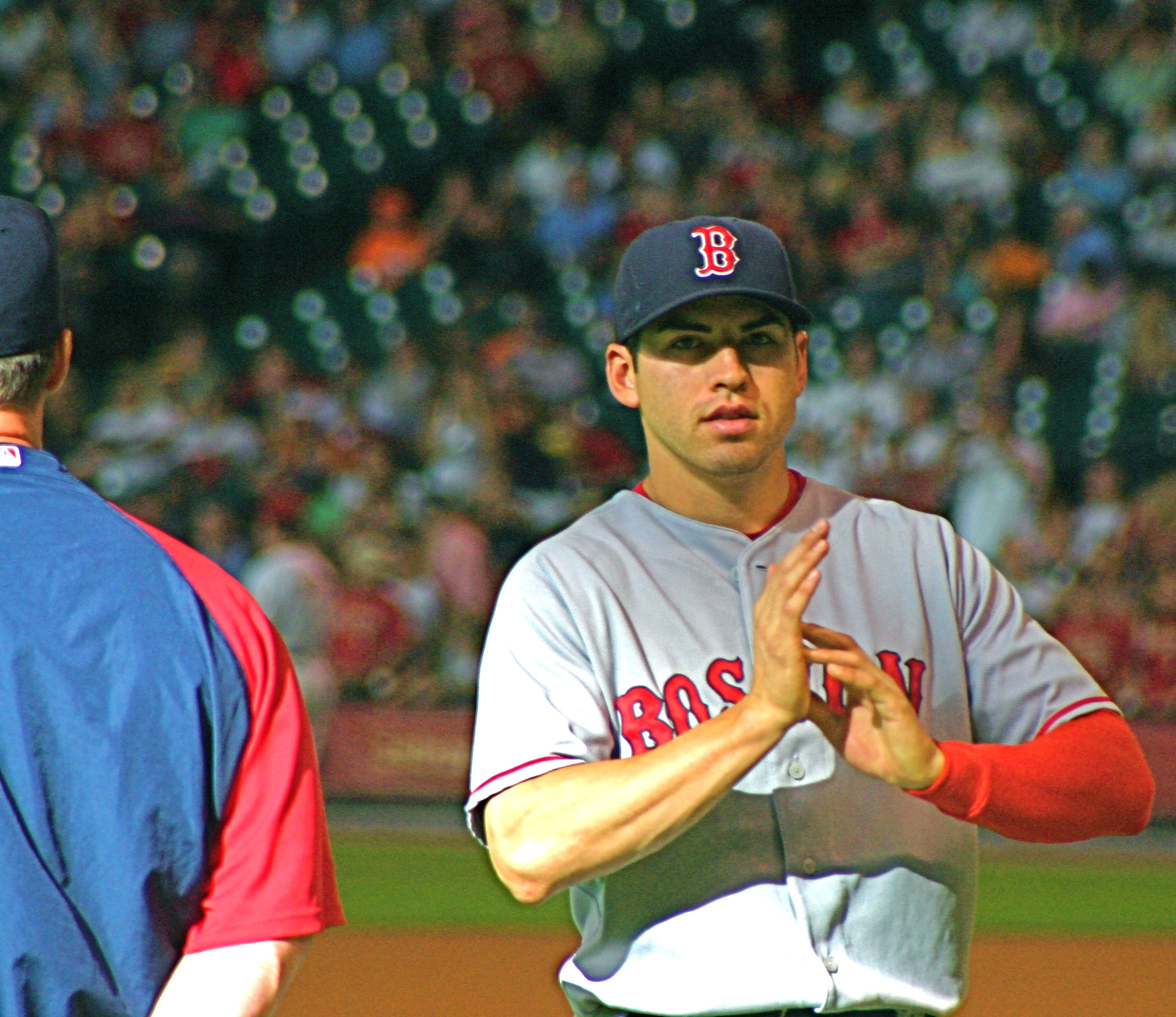
Jacoby Ellsbury en 2008.

Considéré comme un joueur recrue en 2008 en raison du peu de matchs de saison régulière joués (33) en 2007, Ellsbury termine 3e du vote désignant la meilleure recrue de l'année en Ligue américaine. Il maintient cette année-là une moyenne au bâton de ,280 en 145 parties avec 155 coups sûrs dont 9 circuits, 47 points produits, 98 points marqués et 50 buts volés, le plus haut total de la Ligue américaine. C'est son premier  championnat des voleurs de buts.
Le 5 octobre, dans le 3e match de la Série de divisions entre Boston et les Angels de Los Angeles, Ellsbury réussit une première dans l'histoire des éliminatoires : il produit trois points grâce à un simple frappé avec les buts remplis. Il produit 6 points, obtient 6 coups sûrs dont 3 doubles et vole 3 buts dans les 4 matchs nécessaires aux Sox pour renverser les Angels. Cependant, il entre en léthargie dans la Série de championnat où Boston est éliminé par Tampa Bay. Après n'avoir frappé aucun coup sûr en 14 présences officielles au bâton, les Sox lui font sauter son tour en le remplaçant par  Coco Crisp au champ centre dans le 4e affrontement. Il apparaît dans le match #4 comme frappeur suppléant et soutire un but-sur-balles mais est par la suite laissé de côté dans les 3 autres matchs que dure cette série.

#### Saison 2009

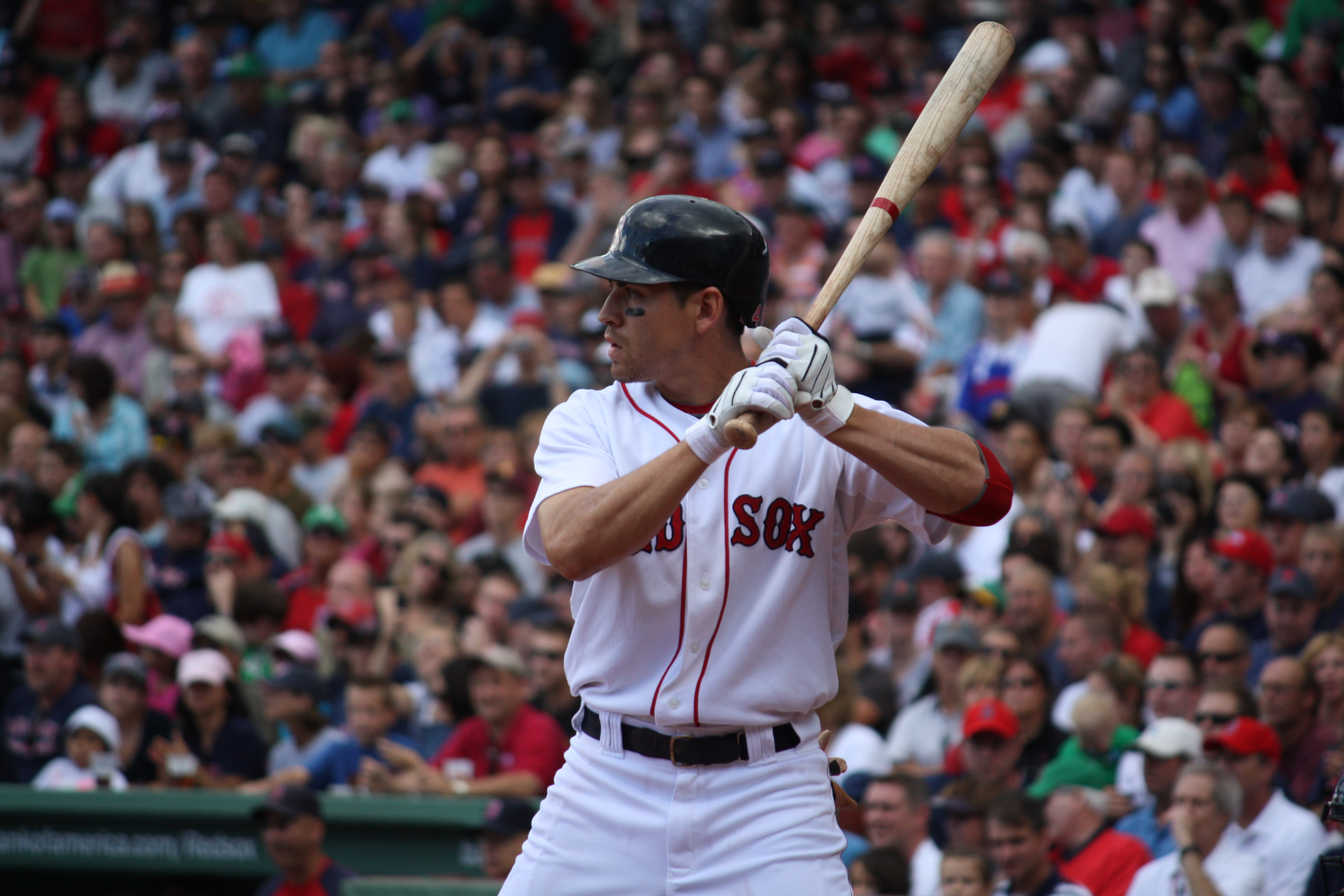
Jacoby Ellsbury en 2009.

En 2009, Ellsbury remporte le championnat des voleurs de buts dans les majeures avec 70 larçins en 82 tentatives, le meilleur total de sa carrière. Il élève sa moyenne au bâton à ,301 et mène la Ligue américaine pour les triples, avec 10. Il réussit un nouveau sommet en carrière de 188 coups sûrs, dont 27 doubles et 8 circuits. Il y ajoute 94 points marqués et 60 points produits.

#### Saisons 2010 et 2011
Après une décevante saison 2010 où il ne joue que 18 parties en raison de blessures, il revient en force avec une superbe saison 2011 où il honore, à mi-chemin dans l'année, sa première sélection au match des étoiles. Il devient le premier joueur de l'histoire des Red Sox à entrer dans le club 30-30, avec 32 coups de circuit et 39 buts volés. Son total de buts (364) est le plus élevé dans les majeures. Premier du baseball majeur pour la moyenne défensive (1,000) au champ centre et parmi l'ensemble des voltigeurs, sans aucune erreur commise en 158 parties, il mérite un Gant doré, son premier en carrière. Il ajoute son premier Bâton d'argent pour ses performances en offensive mais termine deuxième au vote du joueur par excellence de la saison dans la Ligue américaine alors qu'on lui préfère, chose plutôt rare, un lanceur (Justin Verlander des Tigers de Détroit). Avec une moyenne au bâton de ,321 il termine cinquième de l'Américaine à ce chapitre et continue d'avoir du succès jusqu'en septembre, alors qu'il frappe pour ,358 malgré un dernier mois désastreux pour son équipe. Il remporte le prix du meilleur retour de l'année dans la Ligue américaine. Il est aussi le joueur des majeures qui cette année-là obtient le plus grand nombre de passages au bâton, soit 732.

#### Saison 2012

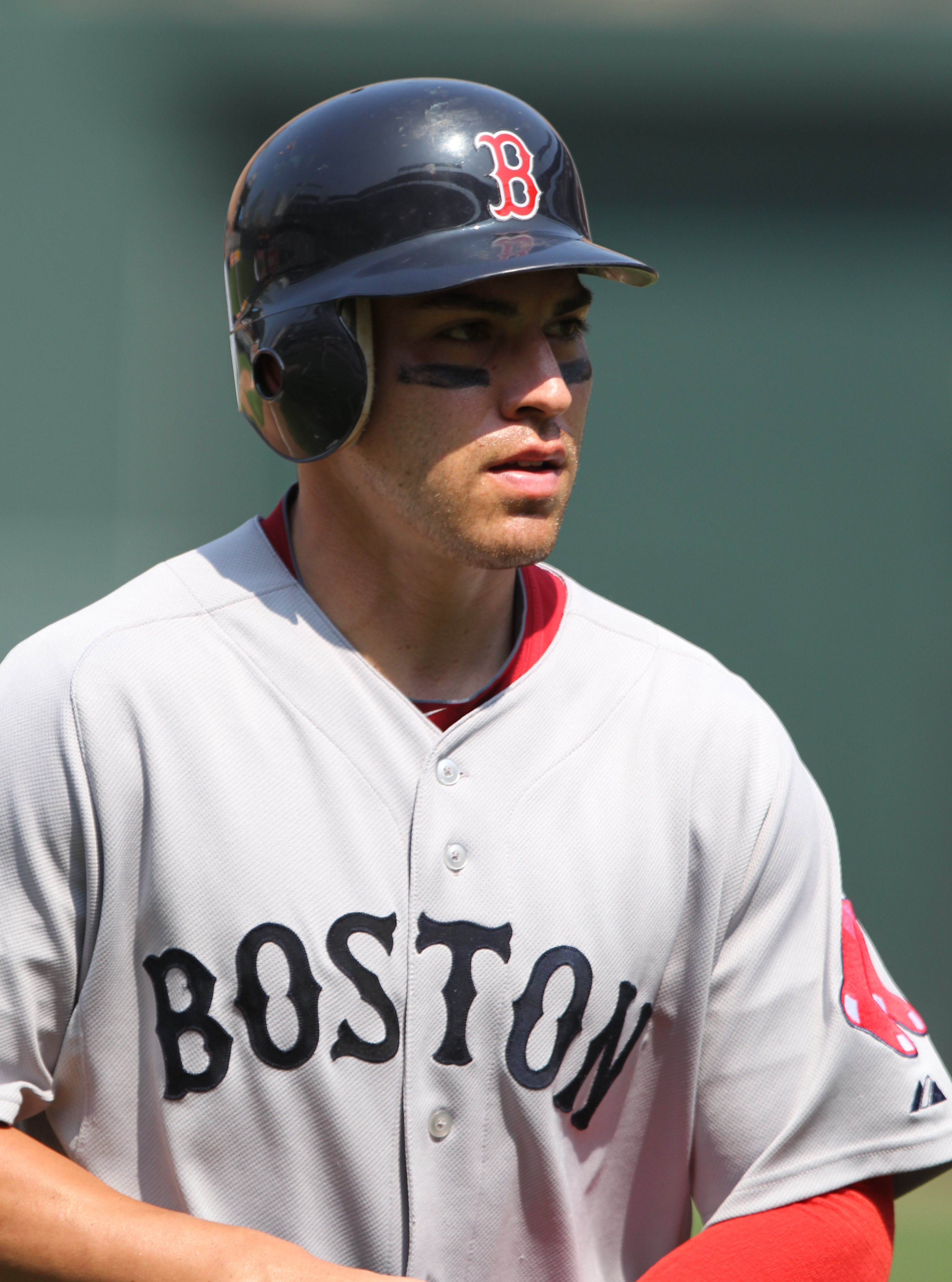
Jacoby Ellsbury en 2011.

Ellsbury est limité à 74 parties jouées en 2012 alors qu'il passe trois mois sur la liste des joueurs blessés. Le 13 avril, il est blessé à l'épaule droite en glissant au deuxième but lorsque le joueur d'arrêt-court des Rays de Tampa Bay, Reid Brignac, chute malencontreusement sur lui en tenant un double jeu. Cette subluxation de l'épaule le garde hors du jeu jusqu'au 13 juillet. Il termine la saison avec 82 coups sûrs, 4 circuits, 43 points marqués, 26 points produits, 14 buts volés et une moyenne au bâton de ,281.

#### Saison 2013
La saison 2013 est la dernière au contrat d'Ellsbury, après quoi il peut devenir joueur autonome. Il aide les Red Sox à remporter un premier titre de division depuis 2007 en remportant son troisième championnat des voleurs de buts. Il mène les deux ligues majeures avec 52 vols en seulement 56 tentatives. Sa moyenne au bâton s'élève à ,298 et il frappe 172 coups sûrs dont 31 doubles, 8 triples et 9 circuits. Il marque 92 fois et produit 53 points.
Il participe à la conquête de la Série mondiale 2013 par les Red Sox. C'est la seconde fois qu'il fait partie d'un club champion. Il frappe 9 coups sûrs en 18 présences au bâton et vole 4 buts dans les 4 matchs de la Série de division contre les Rays de Tampa Bay. Durant la Série de championnat de la Ligue américaine remportée par Boston sur les Tigers de Détroit, il maintient une moyenne au bâton de ,318 avec 3 points produits et 2 buts volés en 6 matchs. Enfin, il réussit 6 coups sûrs et frappe pour ,250 dans les 6 matchs de la grande finale face aux Cardinals de Saint-Louis. Après la conquête du titre, Ellsbury devient un des agents libres les plus convoités de l'entresaison 2013-2014,,.

### Yankees de New York
Le 7 décembre 2013, Ellsbury accepte un contrat de 153 millions de dollars pour 7 saisons avec les Yankees de New York.
Ellsbury détient un record insolite du baseball majeur : celui du joueur s'étant vu accorder le premier but sur interférence du receveur le plus souvent au cours de sa carrière. L'interférence se produit habituellement lorsque le gant de baseball du receveur touche au bâton du frappeur lorsque celui-ci s'élance. Accidentel ou non, ce geste est considéré comme désavantageux pour le frappeur qui essaie de frapper balle, et l'arbitre qui rend une décision d'interférence met fin au passage au bâton et permet au joueur en attaque de prendre le premier but. Le 11 septembre 2017, Ellsbury reçoit une telle décision en sa faveur pour la 30e fois de sa carrière, battant l'ancien record de 29 qui était détenu par Pete Rose.

## Vie personnelle
Ellsbury possède des origines amérindiennes, sa mère étant issue de la tribu Navajo.

## Statistiques
| Saison | Équipe | G   | AB   | R   | H   | 2B | 3B | HR | RBI | SB  | BA    |
| ------ | ------ | --- | ---- | --- | --- | -- | -- | -- | --- | --- | ----- |
| 2007   | Boston | 33  | 116  | 20  | 41  | 7  | 1  | 3  | 18  | 9   | .353  |
| 2008   | Boston | 145 | 554  | 98  | 155 | 22 | 7  | 9  | 47  | 50  | .280  |
| 2009   | Boston | 153 | 624  | 94  | 188 | 27 | 10 | 8  | 60  | 70  | .297  |
| 2010   | Boston | 18  | 78   | 10  | 15  | 4  | 0  | 0  | 5   | 7   | .192  |
| Totaux | Totaux | 349 | 1372 | 222 | 388 | 60 | 18 | 20 | 130 | 136 | 0,291 |

| Saison | Équipe | G  | AB | R  | H  | 2B | 3B | HR | RBI | SB | BA    |
| ------ | ------ | -- | -- | -- | -- | -- | -- | -- | --- | -- | ----- |
| 2007   | Boston | 11 | 25 | 8  | 9  | 4  | 0  | 0  | 4   | 2  | .360  |
| 2008   | Boston | 8  | 32 | 2  | 6  | 3  | 0  | 0  | 7   | 3  | .250  |
| 2009   | Boston | 3  | 12 | 2  | 3  | 0  | 1  | 0  | 0   | 0  | .250  |
| Totaux | Totaux | 22 | 69 | 12 | 18 | 7  | 1  | 0  | 11  | 5  | 0,261 |

Note : G = Matches joués ; AB = Passages au bâton; R = Points ; H = Coups sûrs ; 2B = Doubles ; 3B = Triples ; 
HR = Coup de circuit ; RBI = Points produits ; SB = Buts volés ; BA = Moyenne au bâton.